# Benvenuti al Sud
Benvenuti al Sud è un film del 2010 diretto da Luca Miniero.
La pellicola è il remake italiano del film francese Giù al Nord (2008) di Dany Boon. La versione italiana, specialmente per quanto riguarda la prima parte, è stata realizzata con la tecnica shot-for-shot ripercorrendo in larga parte la trama e i dialoghi dell'originale francese; nella seconda parte, invece, molte situazioni sono state aggiunte, modificate o cambiate per renderle più aderenti agli stereotipi italiani.
Il film è stato dedicato alla memoria di Angelo Vassallo, sindaco del comune di Pollica assassinato dalla criminalità organizzata il 5 settembre 2010.
Benvenuti al Sud uscì il 1º ottobre 2010, divenne uno dei film col maggiore incasso in Italia con un incasso totale di circa 30 milioni di euro. Il successo del film ha portato a un sequel intitolato Benvenuti al Nord uscito nel 2012.

## Trama
Alberto Colombo, direttore di un ufficio postale della Brianza, si vede respingere l'ennesima domanda di trasferimento a Milano presentata in quanto preceduto in graduatoria da un collega disabile. Desideroso di esaudire il sogno della moglie Silvia di vivere nel capoluogo lombardo per soddisfare le sue aspettative di vita più ambiziose, comprese quelle relative al futuro del loro figlioletto Chicco, Alberto decide di fingersi paraplegico a sua volta per tentare di ottenere l'agognato posto. L'inganno viene però maldestramente svelato da lui stesso, proprio davanti all'ispettore inviato a controllare la sua fantomatica disabilità. Per evitare il licenziamento, l'uomo è quindi costretto ad accettare un trasferimento ma nella parte opposta del Paese, in Cilento, a dirigere l'ufficio del piccolo paese di Castellabate.

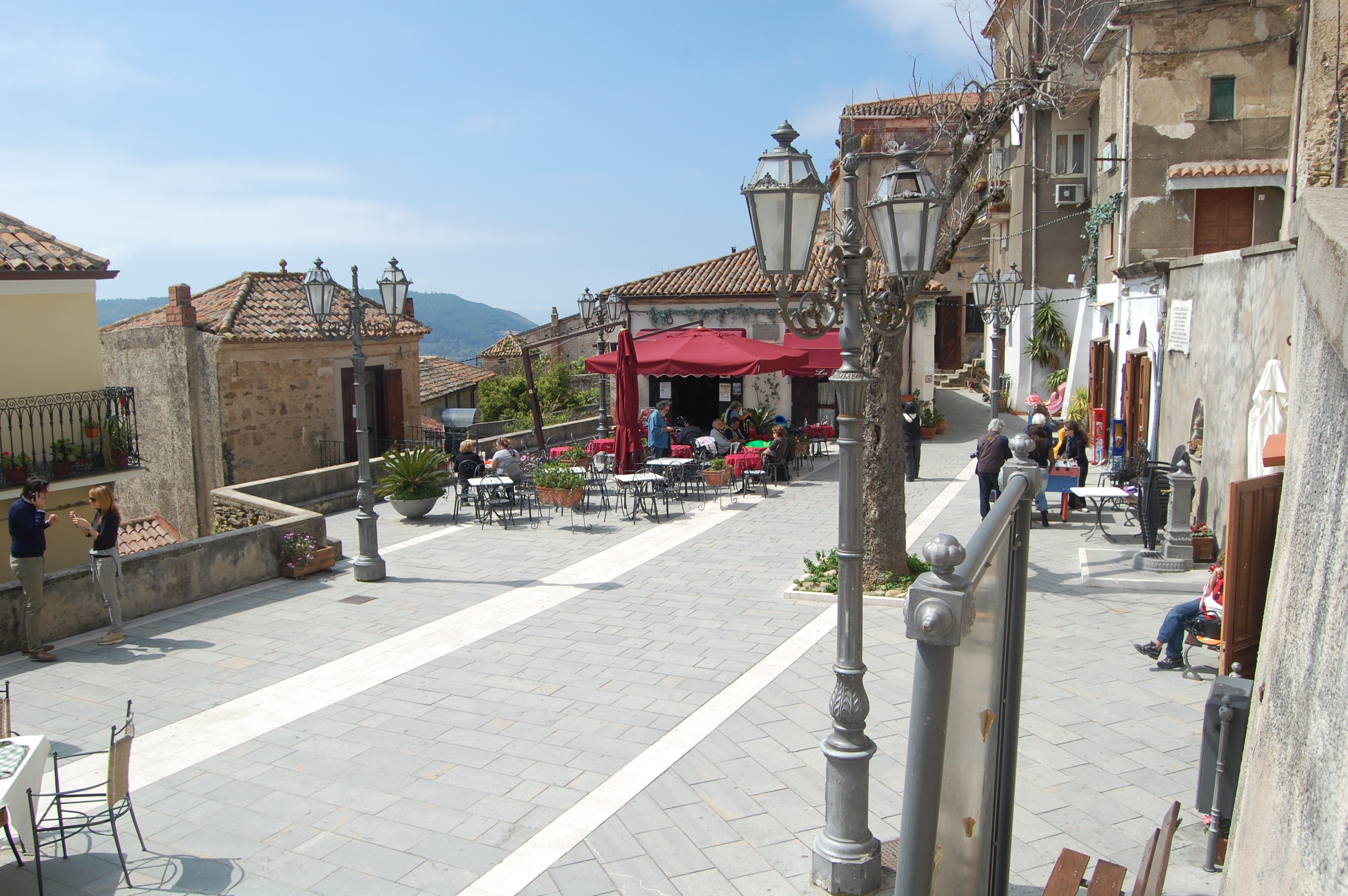
La piazza di Castellabate; nel film l'ufficio postale è stato collocato nel bar visibile in secondo piano

Prima di partire verso la nuova destinazione, Alberto prende superficialmente informazioni sulle condizioni di vita nel Meridione presso alcuni amici: viene messo così in guardia da tutte le problematiche pregiudizievoli, umane e ambientali (tra cui la criminalità diffusa, la difficile gestione dei rifiuti e l'afoso clima), che dovrebbe trovarsi ad affrontare nella nuova sede. Tutti questi moniti, espressi da persone che al Sud avevano già vissuto, non fanno altro che aumentare preoccupazioni e precauzioni che l'uomo va ad adottare. Una volta giunto a Castellabate, invece, pur dopo essere incorso in alcune peripezie, Alberto fa amicizia con il postino Mattia Volpe e con i colleghi Maria, Costabile Piccolo e Costabile Grande e finisce per apprezzare le bellezze e le abitudini del paesino campano, caratterizzato da un clima mite, da luoghi ameni e pittoreschi e da simpatia, ospitalità e generosità da parte dei residenti, ambientandosi in fretta allo stile di vita locale e scoprendo come le idee sul Mezzogiorno, sue e dei suoi conoscenti, fossero solo pregiudizi e stereotipi.
L'uomo nel frattempo tiene nascosta la realtà a Silvia, persona poco aperta ai cambiamenti e piena di pregiudizi verso il Sud. Pensando di poter migliorare il loro rapporto, racconta esattamente l'opposto di quello che sta vivendo, accondiscendendo agli stereotipi a cui la moglie e la sua cerchia di amici credono fermamente. Un giorno, però, Silvia decide di andarlo a trovare, mettendo così Alberto in grave imbarazzo con gli amici, ai quali deve giocoforza confessare le bugie raccontate alla consorte sul Meridione. Sebbene all'inizio amareggiati e arrabbiati con lui, questi decidono di aiutarlo a sua insaputa, facendo in modo che Silvia, una volta giunta a Castellabate, veda avverarsi tutte le menzogne sentite dal marito, organizzando una sceneggiata atta a mostrare il paesino come caotico, fatiscente e in mano alla criminalità. L'inevitabile venuta a galla della verità porta Silvia a diventare furiosa, minacciando la separazione.
Nel frattempo, Alberto si prodiga nel far riavvicinare Mattia alla collega ed ex fidanzata Maria. Proprio Mattia rivela l'infondatezza delle illazioni della moglie su una sua relazione con la bella collega Maria: Silvia alla fine perdona il marito e si trasferisce per i due anni successivi a Castellabate assieme al figlio Chicco. La permanenza al Sud si rivela un'esperienza fantastica, che sarà difficile da dimenticare per la famiglia Colombo, al punto che, quando finalmente Alberto riceve la tanto attesa lettera di trasferimento a Milano, quasi se ne rammarica. In procinto di ripartire per il Nord, Alberto è contento per il ritorno a casa e per aver ottenuto il posto che desiderava ma allo stesso tempo triste nel dover lasciare la bella e tranquilla Castellabate, da cui parte per la sua nuova destinazione con tutta la famiglia.

## Personaggi

### Settentrionali
- Alberto Colombo, interpretato da Claudio Bisio: direttore delle poste di un piccolo centro della Brianza. Malgrado i suoi molti pregiudizi sui meridionali, viene spedito al Sud come sanzione per essersi finto disabile nel tentativo di essere trasferito nella sede di Milano, come avrebbe voluto la moglie Silvia.
- Silvia Colombo, interpretata da Angela Finocchiaro: la moglie milanese di Alberto, desiderosa di tornare a vivere nella sua città. È prudente in modo maniacale e ossessionata da fobie di ogni tipo. Anche lei inizialmente fortemente convinta degli stereotipi sul Meridione, dopo una temporanea separazione, seguirà il marito al Sud e dopo svariate vicende si riscoprirà innamorata di lui, mentre imparerà ad apprezzare la gente e il modo di vivere dei meridionali.
- Chicco Colombo, interpretato da Alessandro Vighi: il figlio di Alberto e Silvia. Condizionato dalle manie della madre, è un bambino timido e spaurito, ma alla fine conoscerà e apprezzerà anche lui il Sud.
- Gran Maestro dell'Accademia del Gorgonzola, interpretato da Teco Celio: appare come un uomo pieno di pregiudizi sui meridionali, che aumenta i timori che il direttore milanese ha nel doversi trasferire al Sud.
- Mario, interpretato da Fulvio Falzarano: l'amico milanese di Alberto che avrebbe dovuto aiutarlo a trasferirsi a Milano. È soprannominato "Ciaparàtt" da Silvia e Chicco ("acchiappa-topi", in dialetto milanese, usato nel significato metaforico di buono a nulla, di persona su cui non poter fare affidamento).
- La poliziotta, interpretata da Naike Rivelli: ferma per due volte sull'autostrada Alberto, la prima per aver rallentato il traffico nella sua prima andata al Sud in quanto la grande tristezza lo distraeva dalla guida, la seconda per eccesso di velocità dovuto alla fretta di raggiungere il Meridione in tempo per vedere il tramonto.

### Meridionali
- Mattia Volpe, interpretato da Alessandro Siani: il postino di Castellabate, molto esperto anche di pirotecnica. Dopo alcune incomprensioni iniziali diventerà il miglior amico di Alberto, con il cui aiuto riesce a riconquistare la collega Maria e a staccarsi definitivamente dalla invadente mamma, che questa volta è felice per lui.
- Maria Flagello, interpretata da Valentina Lodovini: impiegata postale di Castellabate, ex fidanzata di Mattia, che è ancora molto innamorato di lei; i due torneranno insieme grazie all'aiuto dell'amico direttore.
- Costabile Piccolo, interpretato da Nando Paone: impiegato postale balbuziente di Castellabate. Le sue caratteristiche principali sono uno stecchino tenuto in bocca per non balbettare e la poca eleganza con cui si presenta sul posto di lavoro.
- Costabile Grande, interpretato da Giacomo Rizzo: impiegato più anziano del piccolo ufficio meridionale, prossimo alla pensione.
- Signora Volpe, interpretata da Nunzia Schiano: l'invadente mamma del postino Mattia. Rappresenta la causa della rottura del fidanzamento del figlio con la collega Maria. Nonostante l'età adulta di Mattia trentacinquenne, gli porta sempre al lavoro la "merendina". Alla fine, dopo aver capito cosa vuole veramente il figlio, cioè potersi sposare e avere un'abitazione tutta per lui e Maria, sarà felice e lo vedrà senza dubbi marito e padre con gioia. La sua apprensività è giustificata dal fatto che ha dovuto crescere suo figlio da sola, dato che il benevolo padre di Mattia, anch'esso postino ed esperto di fuochi artificiali, morì quando suo figlio aveva 5 anni, durante il terremoto dell'Irpinia.
- Signor Scapece, interpretato da Salvatore Misticone: anziano cliente delle poste di Castellabate che parla un dialetto meridionale molto stretto, risultando del tutto incomprensibile al direttore settentrionale e, talvolta, anche ai compaesani.
- Vigile di Castellabate, interpretato da Riccardo Zinna: ha come vittima prediletta il direttore milanese, al quale commina una multa quando, fraintendendo (sempre a causa dei suoi pregiudizi) le modalità di raccolta differenziata porta a porta, Alberto si fa sorprendere a gettare i rifiuti dalla finestra; infine arresta Alberto per guida in stato di ebbrezza, quando ubriaco irrompe con il motorino nel bar del paese. Alberto, dal canto suo, lasciatosi coinvolgere in una scatenata partita di calcio in piazzetta con i suoi sottoposti, gli aveva frantumato il vetro della finestra con il pallone, tirando con forza un calcio di rigore.
- Il "centauro", interpretato da Francesco Albanese: il nuovo fidanzato di Maria dopo la fine della sua storia con Mattia, ma poi non più quando, dopo che Maria tornerà insieme a Mattia, non se ne sentirà più parlare.

### Camei
Dany Boon, il regista e attore di Giù al Nord nonché co-produttore del remake Benvenuti al Sud, qui appare in un cameo in cui impersona un turista francese che dall'ufficio postale di Castellabate deve spedire un pacco a Bergues Nord-Pas-de-Calais, la località dove è ambientata la pellicola originale francese; Boon parla nel tipico accento ch'tis del profondo nord francese, pressoché incomprensibile agli italiani eccezion fatta per il signor Scapece, colui che invece si esprime, ironicamente, nel dialetto cilentano più stretto. Valentina Stella è la cantante che si esibisce durante la festa.

## Produzione

### Sviluppo

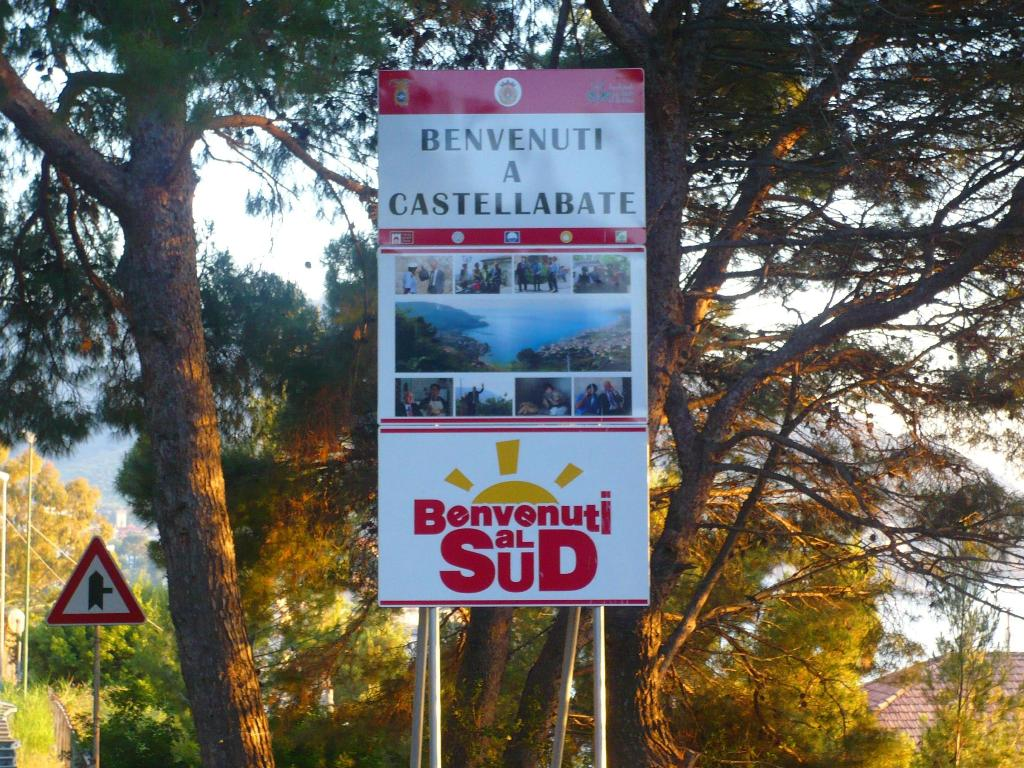
Cartellonistica stradale di Castellabate

La produzione del remake nasce da un'idea della casa di distribuzione Medusa Film, visto il gran successo riscosso dall'originale francese; come più volte dichiarato anche dagli stessi attori protagonisti una volta letto il copione e la sceneggiatura, questo script bene si adattava anche alle vicissitudini italiane.
Il film, nonostante sia comunque un remake, si distacca dall'originale, non nella trama ma nelle varie vicissitudini, rappresentate in una veste italiana. Alla sceneggiatura del film hanno contribuito anche, collaborando tra loro, i vari attori e i cittadini del posto, adattando i vari personaggi e le varie scene secondo le proprie esperienze personali, essendo loro stessi rappresentanti di realtà settentrionali e meridionali. La sceneggiatura quindi, come dichiarato dallo stesso Luca Miniero, si è modificata più volte in corso d'opera.
La scelta dell'ambientazione nel Cilento, e a Castellabate in particolar modo, è invece dovuta a motivi logistici e alla necessità di individuare zone con paesaggi sia marini che collinari con viste spettacolari in una zona periferica, lontana dalle grandi città, dove fosse minima la presenza della criminalità.

### Riprese

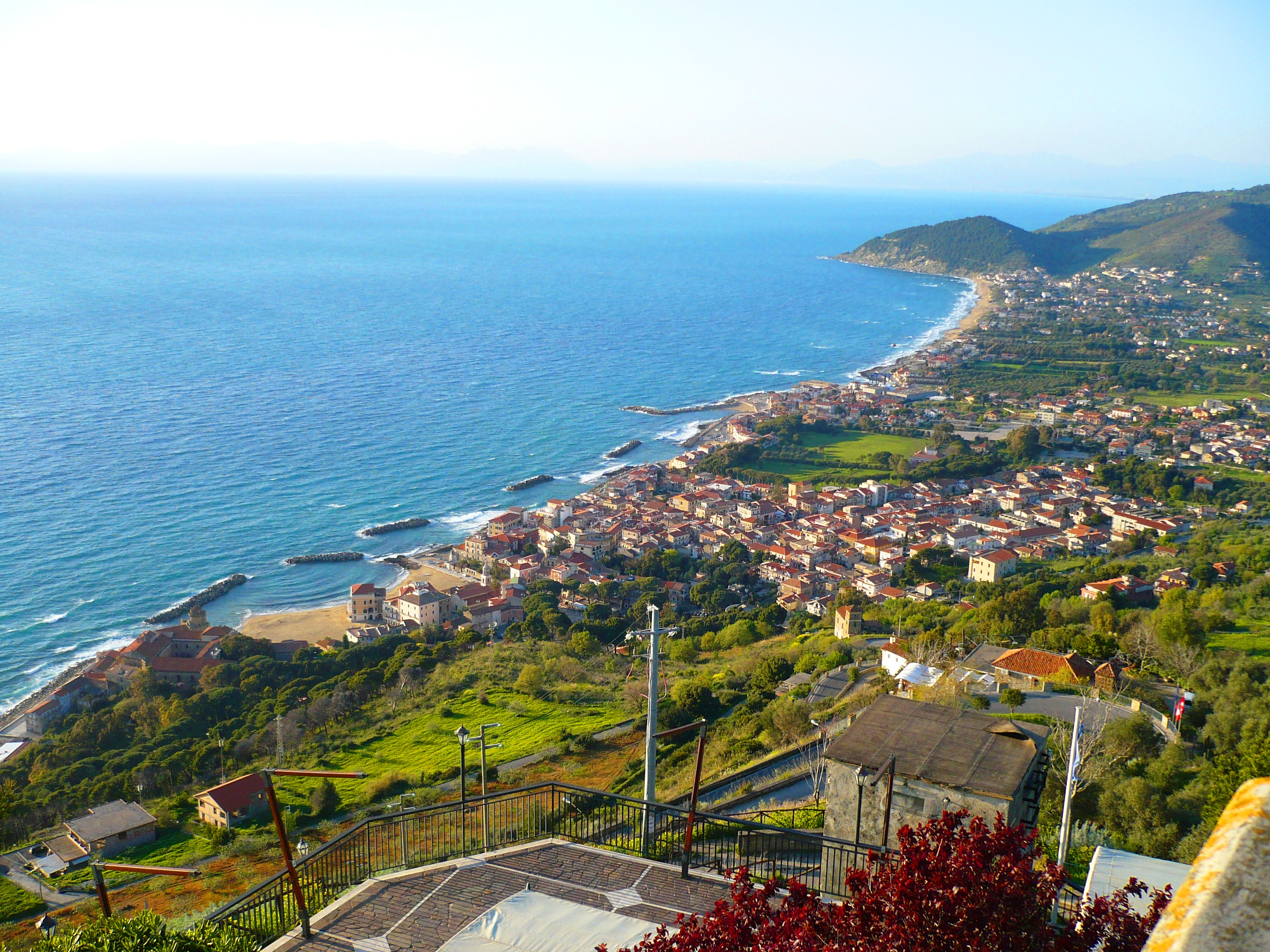
Santa Maria di Castellabate

Le riprese del film, durate circa dieci settimane, sono iniziate a settembre 2009 nel comune di Castellabate, in provincia di Salerno, in particolar modo nel suo borgo medievale (Palazzo Perrotti, Belvedere di San Costabile, Porta di Mare e via Guglielmo I il Normanno) e nelle frazioni marine di San Marco (Torretta, salita di S. Cosimo, via C. De Angelis e porto turistico) e Santa Maria (Marina Piccola, Porto delle Gatte e mare del Pozzillo), tutti luoghi rientranti nel Parco nazionale del Cilento e Vallo di Diano.
Le uniche località utilizzate nelle riprese che non fanno parte del territorio comunale di Castellabate, oltre a quelle di Milano e Roma, sono la base militare di Persano, dove è stata girata la scena del finto rapimento, e la stazione di Capranica-Sutri della ferrovia Roma-Capranica-Viterbo, in provincia di Viterbo (il comune di Castellabate non è attraversato direttamente dalla ferrovia e la stazione ferroviaria più vicina è Agropoli-Castellabate, posta nel territorio comunale del vicino centro di Agropoli).

## Distribuzione
Il film è stato distribuito nelle sale cinematografiche a partire dal 1º ottobre 2010, dopo l'anteprima al Giffoni Film Festival tenuta a luglio e la proiezione integrale a Santa Maria di Castellabate il 29 settembre.

## Colonna sonora
La colonna sonora del film è stata firmata da Umberto Scipione. L'album Benvenuti al Sud è stato pubblicato il 30 novembre 2010 sotto l'etichetta RTI e contiene 16 tracce, composte da Umberto Scipione tra cui anche Sunrise di Norah Jones e 'O ballo do' cavallo di Alberto Selly.

## Accoglienza

### Incassi
Benvenuti al Sud ha conseguito ottimi risultati nei botteghini italiani. A partire dal primo fine settimana di programmazione del 1º-3 ottobre 2010, Benvenuti al Sud è il film più visto in Italia con 3792099 € di incasso, superando Inception e L'ultimo dominatore dell'aria; il film mantiene la prima posizione anche nei tre fine settimana successivi.
Con un totale di 29873491 €, all'epoca si classificò al 5º posto tra i film con maggiori incassi in Italia nonché al 2º tra quelli di produzione italiana, dietro solo a La vita è bella (1997) di Roberto Benigni; ad oggi è sceso al 15º.

### Critica
All'ottimo successo di pubblico si associa anche un buon successo per quanto riguarda la critica, che in ogni caso risulta spaccata tra chi lo considera un film molto divertente, a tratti esilarante, che cerca di superare in chiave comica gli stereotipi esistenti in Italia fra settentrionali e meridionali e chi, invece, considera Benvenuti al Sud un film un po' troppo incentrato sullo stile cabarettistico, buonista o una rappresentazione troppo fedele del film francese di cui è il remake. Un plauso al film viene, tra gli altri, dal fumettista, vignettista e regista Sergio Staino che lo definisce con ironia come «il più grande film politico dopo La corazzata Potëmkin».

## Riconoscimenti
- 2011 - David di Donatello
  - Migliore attrice non protagonista a Valentina Lodovini
  - Candidatura al miglior film
  - Candidatura al miglior regista a Luca Miniero
  - Candidatura al miglior produttore a Riccardo Tozzi, Marco Chimenz, Giovanni Stabilini e Francesca Longardi
  - Candidatura alla migliore attrice protagonista ad Angela Finocchiaro
  - Candidatura al miglior attore protagonista a Claudio Bisio
  - Candidatura al miglior attore non protagonista ad Alessandro Siani
  - Candidatura al miglior compositore a Umberto Scipione
  - Candidatura al miglior scenografo a Paola Comencini
  - Candidatura al Premio David Giovani

- 2011 - Nastro d'argento
  - Migliore sceneggiatura a Massimo Gaudioso
  - Candidatura alla migliore commedia
  - Candidatura al migliore produttore a Medusa Film e Cattleya
  - Candidatura al Migliore attore protagonista a Claudio Bisio e Alessandro Siani
  - Candidatura alla migliore attrice protagonista ad Angela Finocchiaro
  - Candidatura alla migliore attrice non protagonista a Valentina Lodovini
- 2011 - European Film Awards
  - Candidatura al premio del pubblico al miglior film europeo[24]
- 2011 - Globo d'oro
  - Candidatura alla migliore commedia a Luca Miniero
- 2010 - Festival del cinema di Salerno
  - Medaglia d'oro

## Espedienti narrativi
Al contrario di casi similari, per Benvenuti al Sud viene accolta positivamente l'operazione di product placement con Poste Italiane, più nello specifico un caso di plot placement poiché l'azienda si presenta come «una sorta di protagonista perfettamente integrato nella trama del film», divenendo a posteriori un caso di studio tra i più riusciti e citati circa questo tipo di pratiche commerciali.

## Sequel
A seguito del successo del film ne è stato realizzato un sequel intitolato Benvenuti al Nord, che rivede la regia di Miniero e tutti i membri del cast inclusi Bisio e Siani, ripercorre la trama di Benvenuti al Sud ma con un percorso inverso, con Mattia Volpe che deve andare a Milano.